# Syre (sainte)
Pour les articles homonymes, voir Syre.

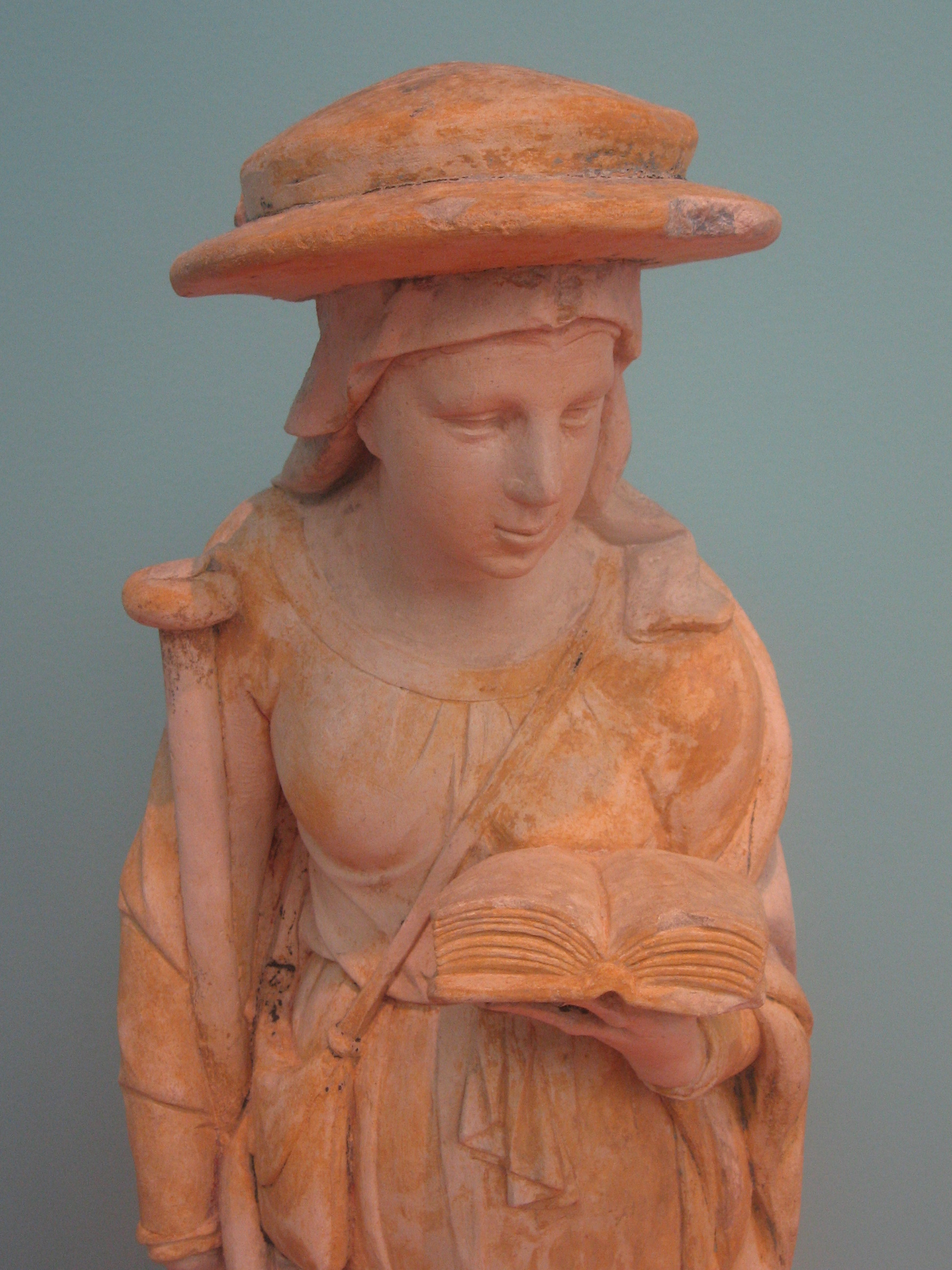
Sainte Syre de Troyes.

On a honoré sous le nom de sainte Syre (en latin Syra ou Syria), deux saintes gauloises aussi obscures – et sans doute aussi légendaires – l'une que l'autre. Il n'est d'ailleurs pas exclu qu'elles aient été confondues au cours de leur histoire.

## Sainte Syre de Troyes ou de Rilly
Elle est honorée dans le diocèse de Troyes, où sa fête s'est fixée le 8 juin (fête patronale locale). Elle se rattache au culte de saint Savinien (ou Sabinien), le martyr légendaire de Rilly qui y aurait été décapité en l'an 275 sur l'ordre de l'empereur Aurélien. Au IVe ou au Ve siècle, Syre, aveugle depuis quarante ans, aurait été avertie par une révélation céleste de se rendre sur la tombe du martyr alors oubliée ; sa guérison miraculeuse la révéla et la rendit aussitôt célèbre. Syre en reconnaissance y fit élever une église.

## Sainte Syre de Châlons ou de Meaux
Elle aurait vécu au VIIe siècle et on la présente comme une fille spirituelle de sainte Fare. Moniale de l'abbaye de Faremoutiers, elle serait devenue abbesse d'un couvent à Châlons-sur-Marne au temps de l'évêque Ragnebaud. Elle mourut vers 660.
À une date indéterminée mais tardive, on en fit une sœur de saint Fiacre, ce qui explique sa présence à Meaux. Mais puisque Faron est devenu le frère de Fare, pourquoi Syre, protégée de Fare, ne serait-elle pas devenue sœur de Fiacre, protégé de Faron ?
Sainte Syre était fêtée le 23 octobre.

## Reliques
En 1698, Papenbroch avait publié le procès-verbal d'une reconnaissance de reliques effectuée à Rilly-Sainte-Syre le 13 août 1461 par les vicaires, et à la demande  de l'évêque de Troyes Louis Raguier et ouvrait une polémique avec Chifflet sur l'identité des deux saintes. Il y est question d'un curieux miracle de guérison de la pierre dont aurait profité Gaspard II de Coligny avant sa conversion au protestantisme.
Des reliques de la sainte troyenne semblent avoir été remises aux religieuses de Faremoutiers au XVIIe siècle.
Toutes les mentions faites par les auteurs anciens sur les deux saintes et leur culte sont réunies dans le petit dossier constitué par les Bollandistes dans le tome X d'octobre des Acta Sanctorum.